# Funcție exponențială
Funcția exponențială este una din cele mai importante funcții din matematică. Aplicarea acestei funcții unei valori x se scrie ca exp(x) sau ex, unde e este o constantă matematică, baza logaritmului natural, egală cu aproximativ 2,718281828, definită ca limită a unui șir. Poate avea și alte numere ca bază. Baza e are avantajul simplității la operațiile de derivare și integrare nedefinită.

Funcția exponențială crește încet pentru valori negative ale lui x, și crește repede pentru valori pozitive ale lui x, este egală cu 1 când x este 0. Valoarea y este mereu egală cu panta în punctul respectiv.

## Proprietăți
Ca funcție de variabilă reală x, graficul lui y=ex este mereu pozitiv (deasupra axei x) și în creștere (de la stânga la dreapta). Nu atinge niciodată axa x, deși se apropie oricât de mult de ea (astfel, axa x este asimptotă orizontală a graficului). Funcția inversă, logaritmul natural, ln(x), este definită pentru orice x strict pozitiv.
Uneori, termenul funcție exponențială este folosit în sens mai general, pentru a denumi funcțiile de forma kax, unde a, denumit bază, este orice număr real pozitiv diferit de unu.
În general, variabila x poate fi orice număr real sau complex, sau un cu totul alt fel de obiect matematic, de exemplu o matrice.

## Aplicații
Funcția exponențială poate modela fenomene naturale de creștere și descreștere exponențială. Funcția exponențială a găsit o utilizare deosebită la studiul siguranței în funcționare a sistemelor tehnice datorită proprietăților sale matematice care pot descrie relativ complet densitatea de probabilitate exponențială folosită pentru modelarea comportării în funcționare a unor sisteme complexe ca elemente constructive ale unor mașini unelte, componente electronice. Apare în expresia indicatorului de intensitate a defectărilor.